# Darren Durdle
Darren Durdle (* 15. August 1963 in Gimli, Manitoba) ist ein ehemaliger kanadisch-britischer Eishockeyspieler, der drei Spielzeiten für die Eisbären Berlin in der Deutschen Eishockey Liga aktiv war.

## Karriere
Durdle begann seine Karriere 1982 in der kanadischen Juniorenliga Western Hockey League bei Lethbridge Broncos, die er allerdings noch während der laufenden Saison 1982/83 verließ um zum Ligakonkurrenten Prince Albert Raiders zu wechseln. Im Sommer 1985 bekam er ein Stipendium an der Brandon University, für dessen Eishockeyteam er folglich bis 1988 in der College- und Universitätsliga Canadian Interuniversity Sport spielte. Nachdem er sein Studium beendet hatte, war Durdle in der Folgezeit für mehrere Teams in Großbritannien aktiv, woraufhin er die britische Staatsbürgerschaft erhielt. Zur Spielzeit 1996/97 unterschrieb der Verteidiger einen Vertrag bei den Eisbären Berlin aus der Deutschen Eishockey Liga. Mit den Eisbären erreichte Durdle auf europäischer Ebene 1999 den dritten Platz in der European Hockey League. Anschließend kehrte er nach Großbritannien zurück, wo er eine Spielzeit im Kader der Cardiff Devils stand. Nach der Saison 1999/00 beendete er seine aktive Eishockeykarriere im Alter von 35 Jahren.

### International
Für die britische Nationalmannschaft nahm Durdle an der Weltmeisterschaft 1997 und der Qualifikation zu dieser teil. In zehn Spielen erzielte er dabei drei Scorerpunkte, davon ein Tor.

## Erfolge und Auszeichnungen
- 1992 Spengler-Cup-Gewinn mit dem Team Canada
- 1999 Dritter Platz bei der European Hockey League mit den Eisbären Berlin